# Spirostreptida

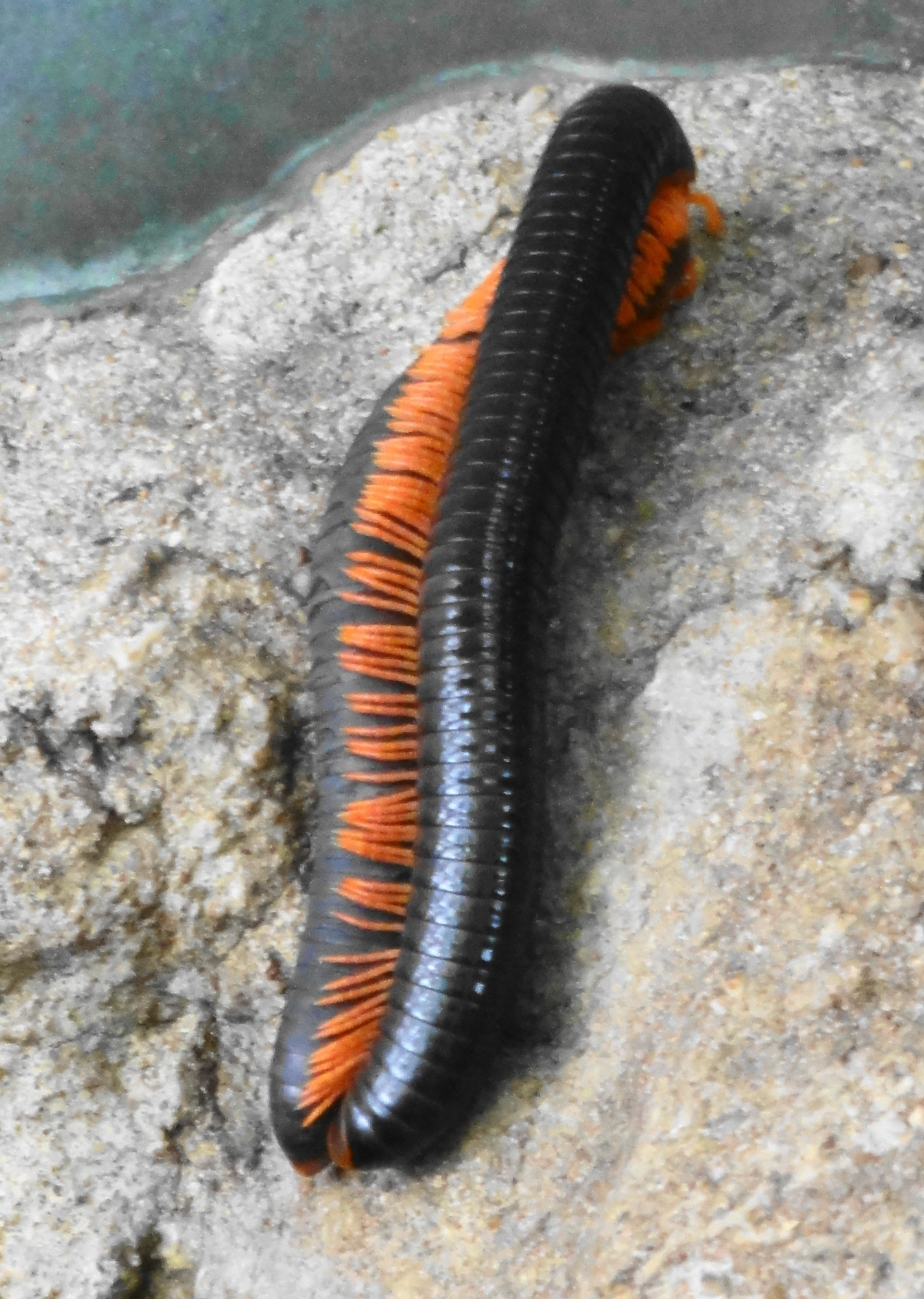
Spirostreptus giganteus

Spirostreptida (англ.) — отряд крупных двупарноногих многоножек из инфракласса Helminthomorpha. Более 1000 видов. Древнейшая находка отряда в ископаемом состоянии была сделана в меловом бирманском янтаре.

## Описание
Западное полушарие, Африка, Азия к югу от Гималай, Австралия. Главным образом, тропическая группа. Тело длинное змеевидное. Число сегментов более 30 (до 90). Длина от 6 до 300 мм (Archispirostreptus gigas). Голова крупная и округлая; глаза у большинства видов развиты.

## Систематика
Отряд Spirostreptida включают в состав Helminthomorpha, который рассматривается или в ранге инфракласса в составе подкласса Chilognatha, или подкласса.
Отряд делят на 12 семейств, состоящих из около 180 родов и более 1000 видов. Однако классификация таксона не устоялась, некоторые систематики расчленяют его на отдельные отряды, повышая ранг подотрядов Cambalidea Cook, 1895, Spirostreptidea Brandt, 1833 и надсемейства Epinannolenoidea (Choctellidae и Pseudonannolenidae) на более высокий.
- Adiaphorostreptidae Hoffman, 1977 — 1 род, 1 вид
- Atopogestidae Hoffman, 1980 — 1 род, 1 вид
- Cambalidae Bollman, 1893 — 21 род, ?75 видов
- Cambalopsidae Cook, 1895 (вкл. Glyphiulidae и Pericambalidae) — 10 родов, ?80 видов
- Choctellidae Chamberlin & Hoffman, 1950 — 1 род, 2 вида
- Glyphiulidae Chamberlin, 1922 (или в составе Cambalopsidae)
- Harpagophoridae Attems, 1909 — 31 род, 160 видов
- Iulomorphidae Verhoeff, 1924 — 9 родов, 35 видов
- Odontopygidae Attems, 1909 — 40 родов, 335 видов
- Pericambalidae Silvestri, 1909 (или в составе Cambalopsidae)
- Pseudonannolenidae Silvestri, 1895 — 7 родов, ?50 видов
- Spirostreptidae Brandt, 1833 — 61 род, 275 видов